# カバナチュアン
カバナチュアン市 (フィリピン語: Lungsod ng Cabanatuan; セブアノ語: Dakbayan sa Cabanatuan; パンパンガ語: Lakanbalen ning Cabanatuan; パンガシナン語: Siyudad na Cabanatuan; イロカノ語: Ciudad ti Cabanatuan)はフィリピン共和国のルソン島の中部ルソン地方の新エシハ州の都市である。2010年時点で人口は約27.3万人で、州内最大且つ中部ルソン地方でも5番目に多い。

カバナチュアンには3万台以上の三輪車が走っており、「三輪車の首都」を名乗っている。

カガヤン谷道路に沿った戦略的な位置に有る事から、州における経済や教育、医療、娯楽、買い物、交通の中心になっている。1965年までは州都だった。旧州庁舎は現在も行政が管理し使用している。

## 歴史

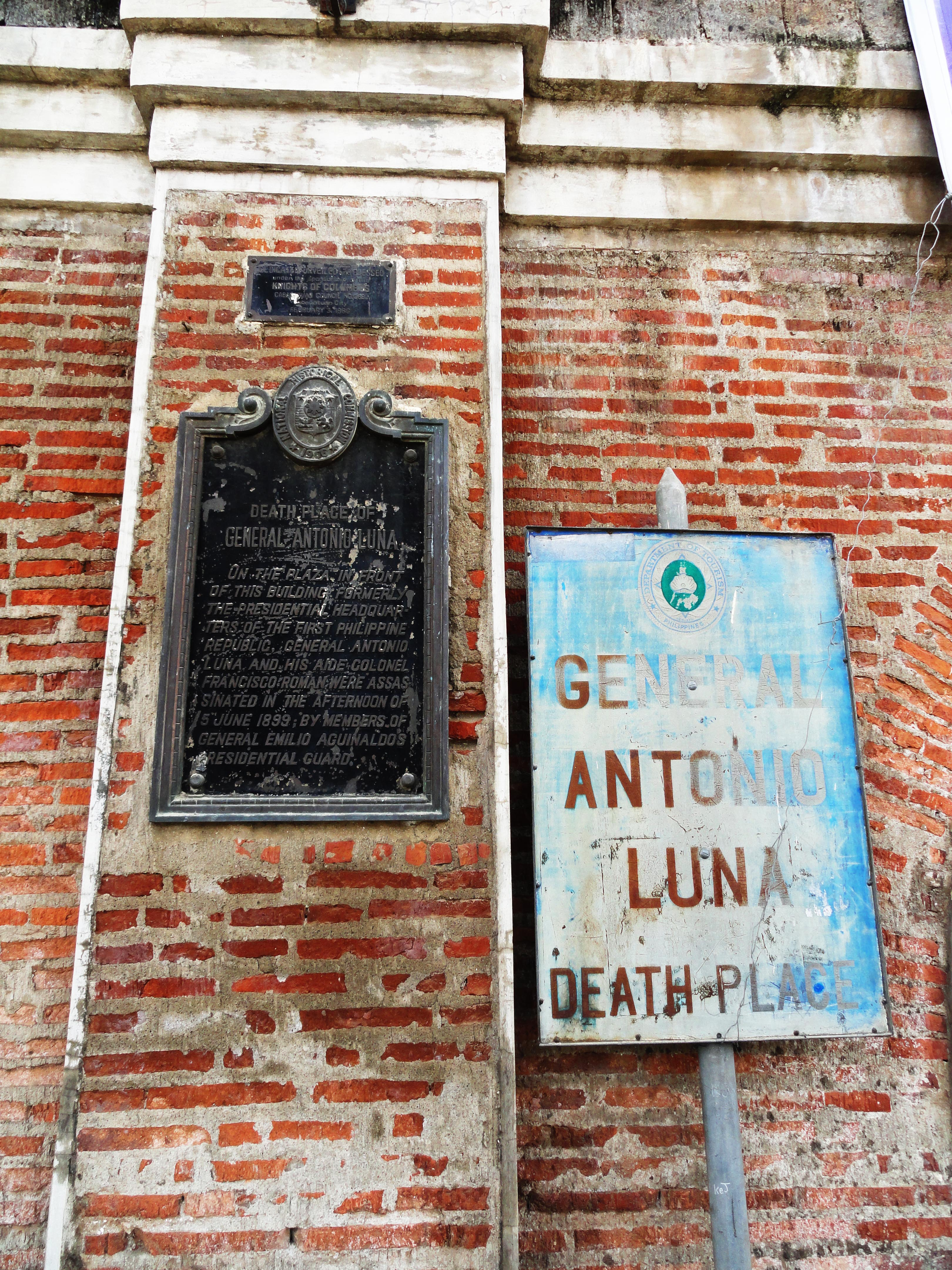
ルナ将軍の最期の地

1750年、カバナチュアンはガパンのバリオとして設立された。
1780年、新エシハ州の州都になった。
1850年、州都がサン・イシドゥロに移った。
1899年、アントニオ・ルナ将軍がペドロ・ジャノリノ船長とカウィトゥ大隊に暗殺された。
1917年、再び州都になった。
第二次世界大戦中、日本軍はカバナチュアンに刑務所を造り、アメリカ兵を収監した。一部はバターン死の行進に連れて行かれた。
1945年1月、アメリカ軍が捕虜を解放した。8月、中部ルソン地方から日本軍が排除された。
1950年6月16日、市に昇格した。

1957年、カバナチュアンの一部が分離し、ジェネラル・マメルト・ナティヴィダドゥが設立された。

1965年、州都がパラヤン市に移った。
1990年6月16日、バギオ大地震が発生した。全土で1653人が死亡した。

## 人口

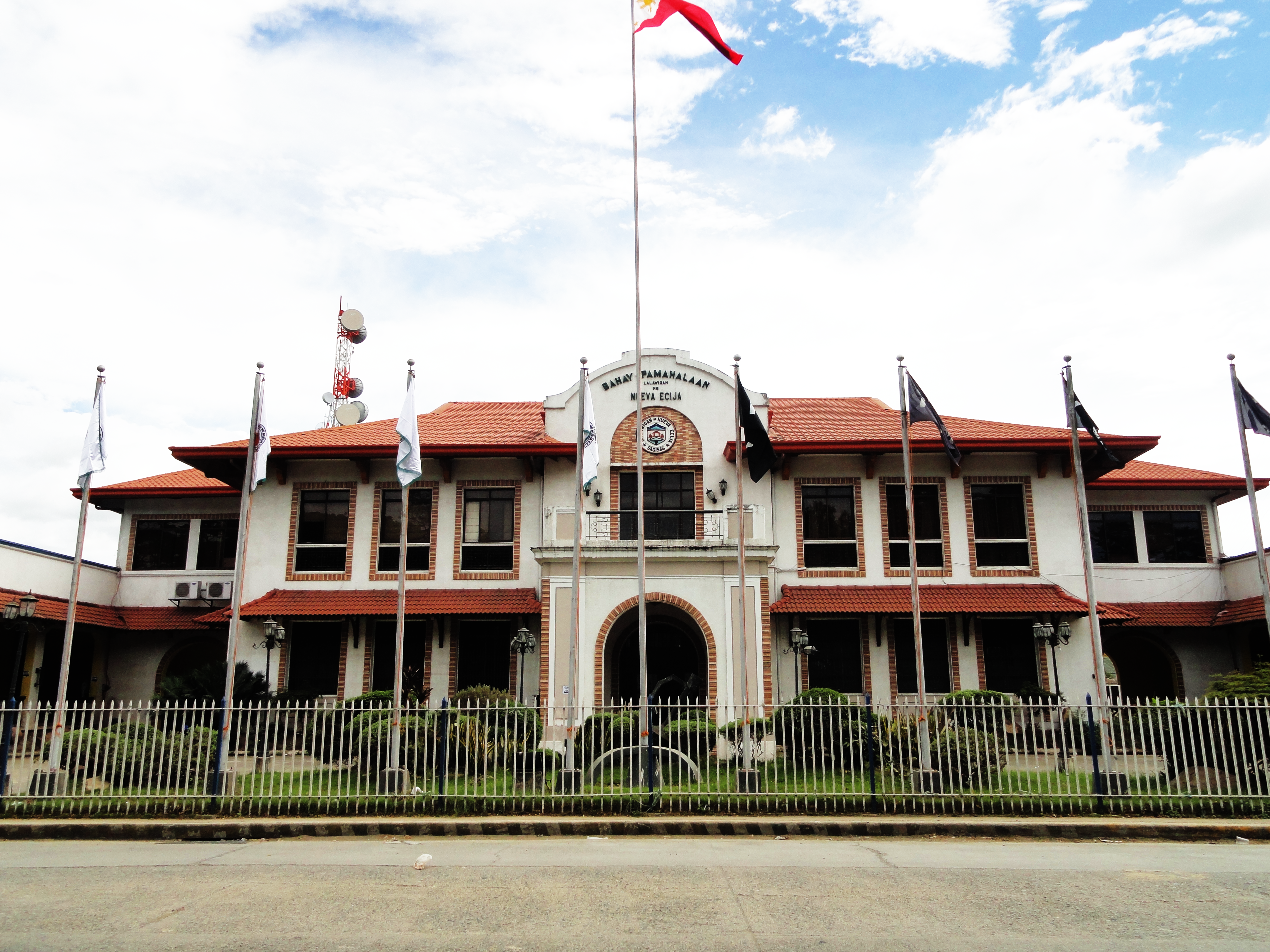
旧州庁舎

## 宗教

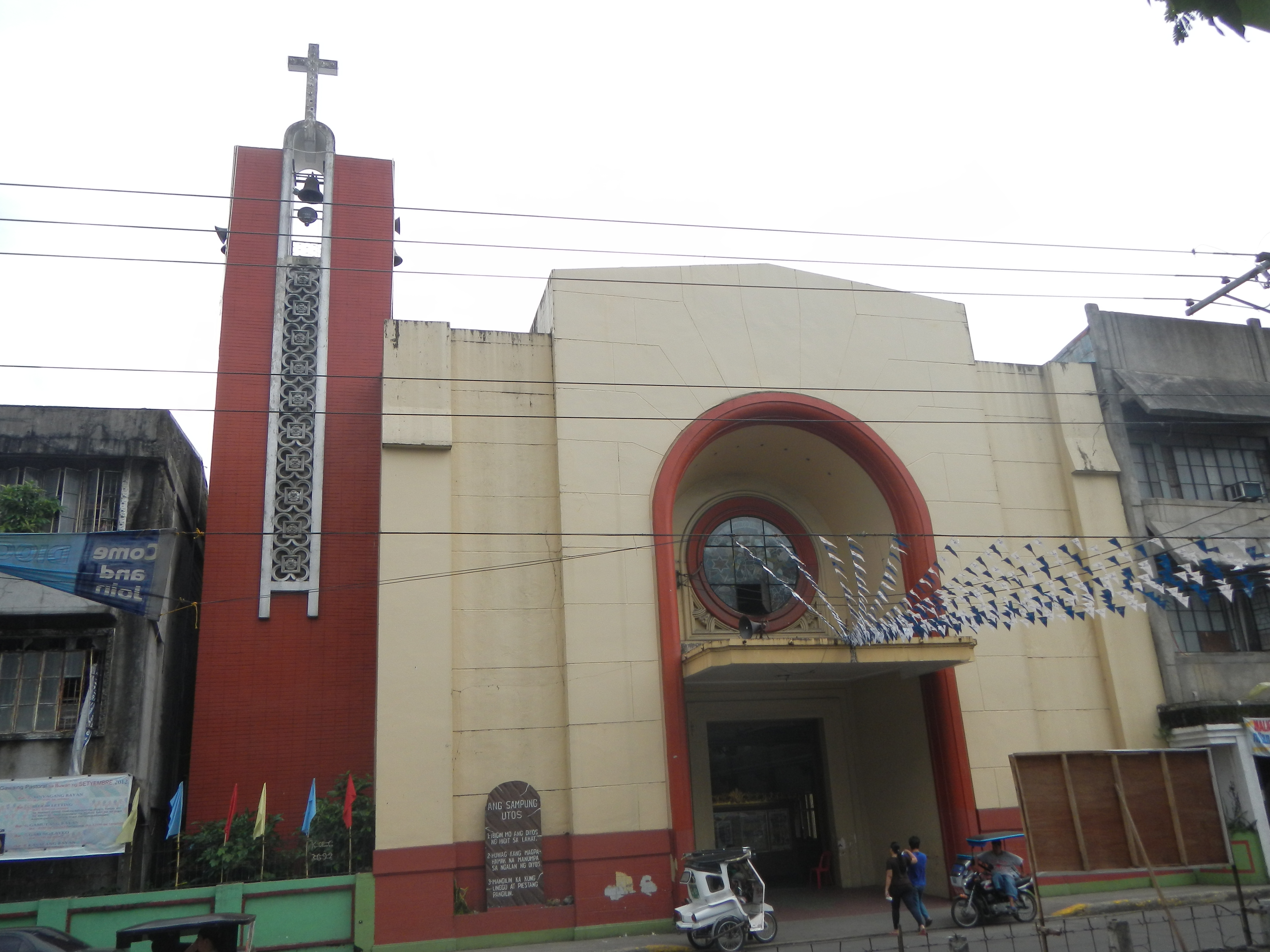
トレンティン大聖堂の聖ニコラス

ローマ・カトリックが多数派である。en:Iglesia ni Cristo、イエス奇跡十字軍、統一メソジスト教会も多くの信者を有する。他の宗派のキリスト教徒も暮らす。イスラム教徒はイメルダ地区とイスラ地区に多い。大きなモスクが2つ有る。

## 地理
カバナチュアンはパンパンガ川が創った中央平原に位置する。州都のパラヤンの西南西13km、首都マニラの北115kmに有る。

## 気候
カバナチュアンはサバナ気候(Aw)で、一年中暖かく雨季と乾季が有る。フィリピンで最も暑い都市の1つで、2011年の夏には39.8℃を記録した。2015年には体感温度が史上最高の53℃を記録した。

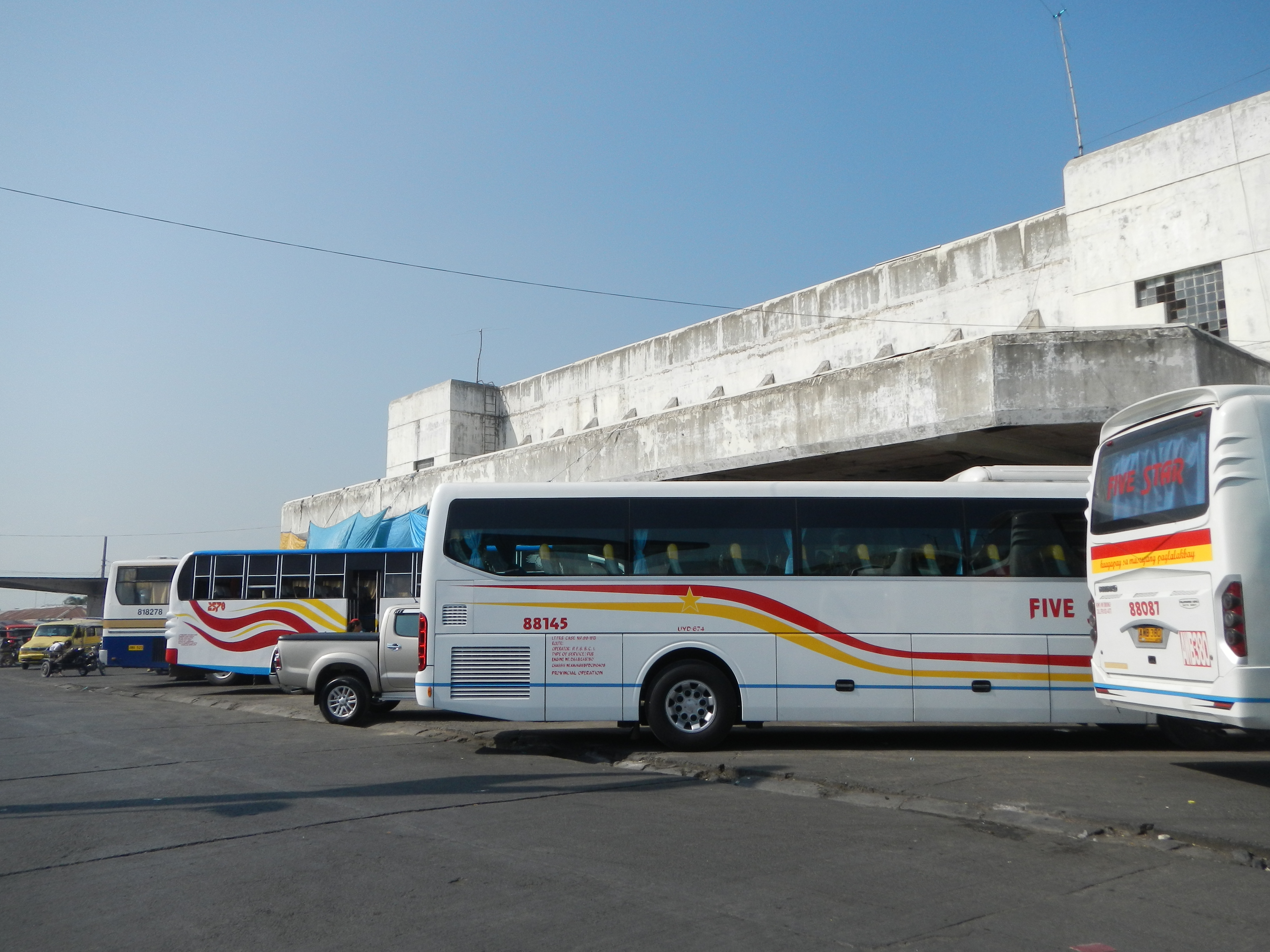
カバナチュアン中央バス乗り場

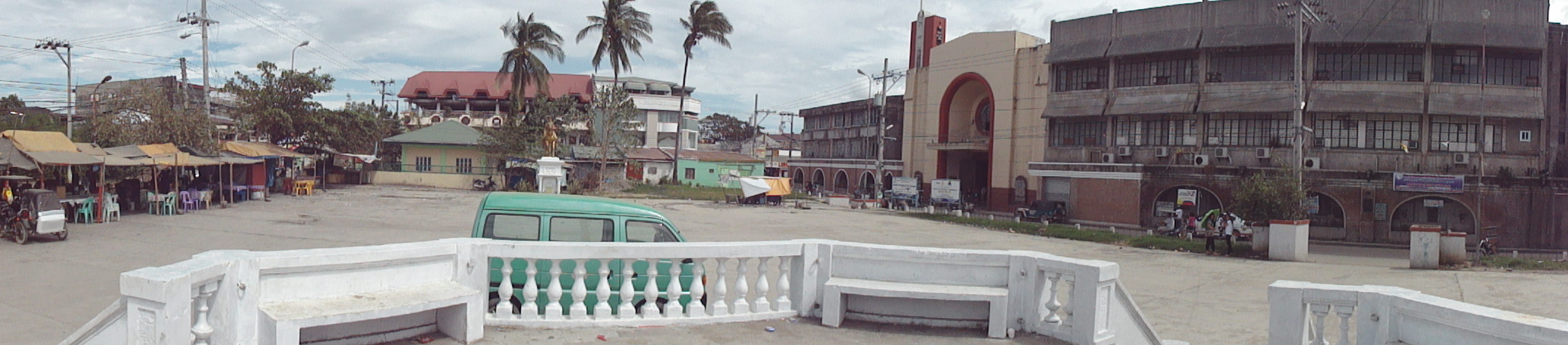
アントニオ・ルナ将軍が暗殺されたルセロ広場

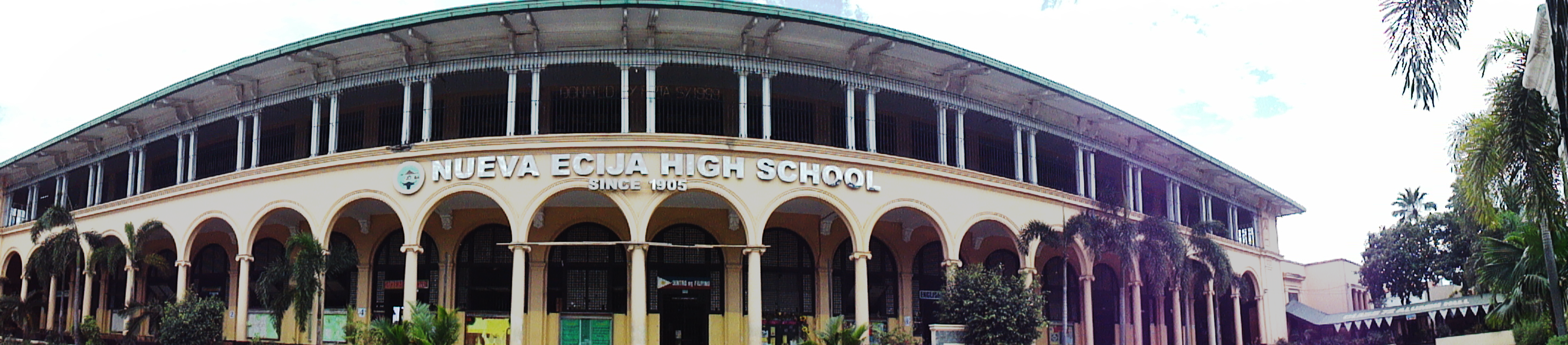
新エシハ高校

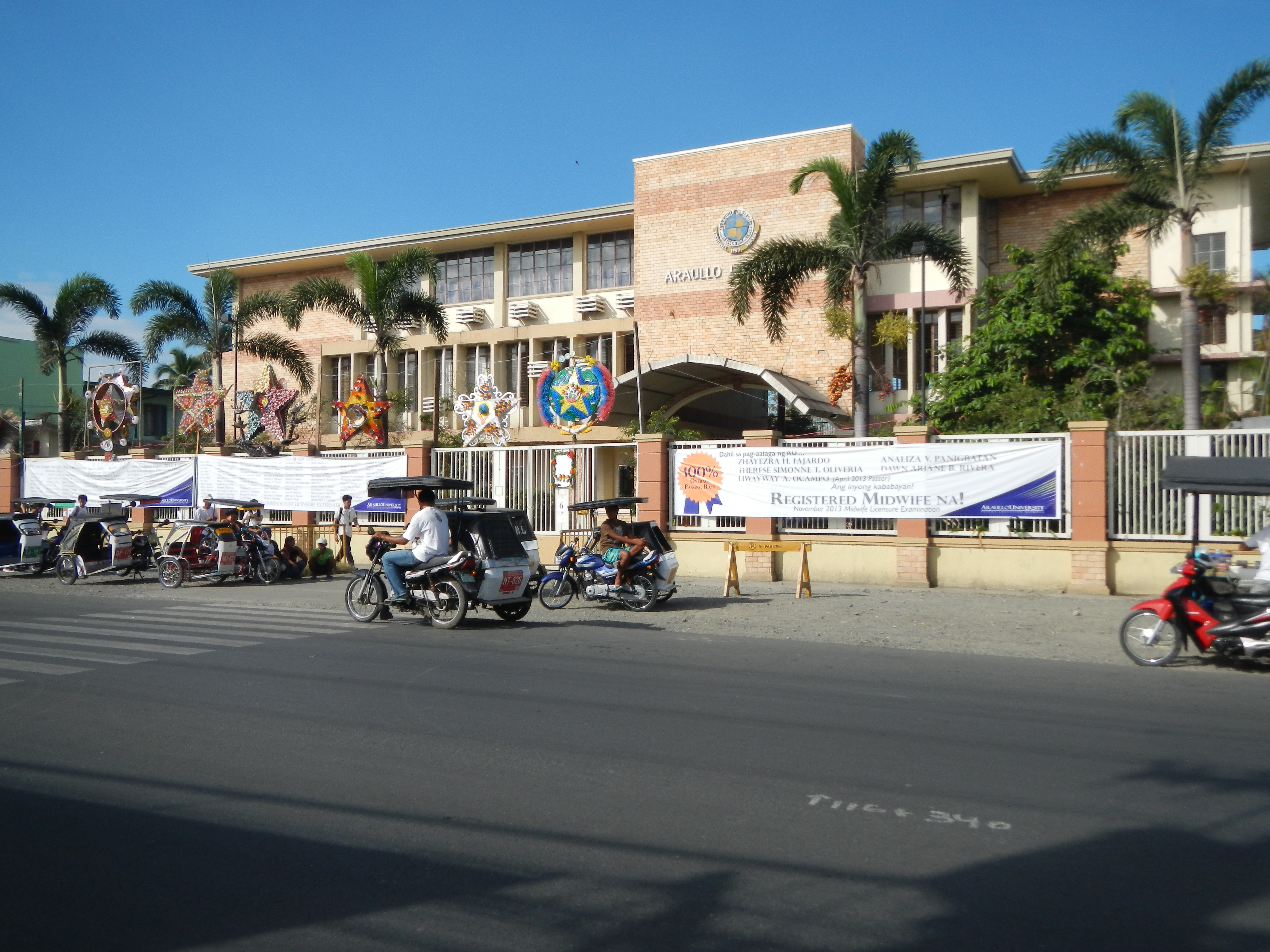
アラウロ大学

| Cabanatuanの気候       | Cabanatuanの気候 | Cabanatuanの気候 | Cabanatuanの気候 | Cabanatuanの気候 | Cabanatuanの気候 | Cabanatuanの気候 | Cabanatuanの気候 | Cabanatuanの気候 | Cabanatuanの気候 | Cabanatuanの気候 | Cabanatuanの気候 | Cabanatuanの気候 | Cabanatuanの気候 |
| 月                     | 1月              | 2月              | 3月              | 4月              | 5月              | 6月              | 7月              | 8月              | 9月              | 10月             | 11月             | 12月             | 年               |
| ---------------------- | ---------------- | ---------------- | ---------------- | ---------------- | ---------------- | ---------------- | ---------------- | ---------------- | ---------------- | ---------------- | ---------------- | ---------------- | ---------------- |
| 平均最高気温 °C （°F） | 30.5 (86.9)      | 31.4 (88.5)      | 32.9 (91.2)      | 34.3 (93.7)      | 34.3 (93.7)      | 32.8 (91)        | 31.8 (89.2)      | 31.2 (88.2)      | 31.3 (88.3)      | 31.7 (89.1)      | 31 (88)          | 30.5 (86.9)      | 31.98 (89.56)    |
| 日平均気温 °C （°F）   | 25.3 (77.5)      | 25.7 (78.3)      | 27.1 (80.8)      | 28.6 (83.5)      | 28.9 (84)        | 28.2 (82.8)      | 27.5 (81.5)      | 27.3 (81.1)      | 27.2 (81)        | 27.2 (81)        | 26.4 (79.5)      | 25.7 (78.3)      | 27.09 (80.78)    |
| 平均最低気温 °C （°F） | 20.1 (68.2)      | 20.1 (68.2)      | 21.3 (70.3)      | 22.9 (73.2)      | 23.6 (74.5)      | 23.7 (74.7)      | 23.3 (73.9)      | 23.4 (74.1)      | 23.2 (73.8)      | 22.7 (72.9)      | 21.9 (71.4)      | 21 (70)          | 22.27 (72.1)     |
| 降水量 mm （inch）     | 8 (0.31)         | 6 (0.24)         | 19 (0.75)        | 25 (0.98)        | 153 (6.02)       | 247 (9.72)       | 279 (10.98)      | 392 (15.43)      | 294 (11.57)      | 185 (7.28)       | 126 (4.96)       | 47 (1.85)        | 1,781 (70.09)    |
| 出典：Climate-Data.org |                  |                  |                  |                  |                  |                  |                  |                  |                  |                  |                  |                  |                  |